# Павенцький Антоній

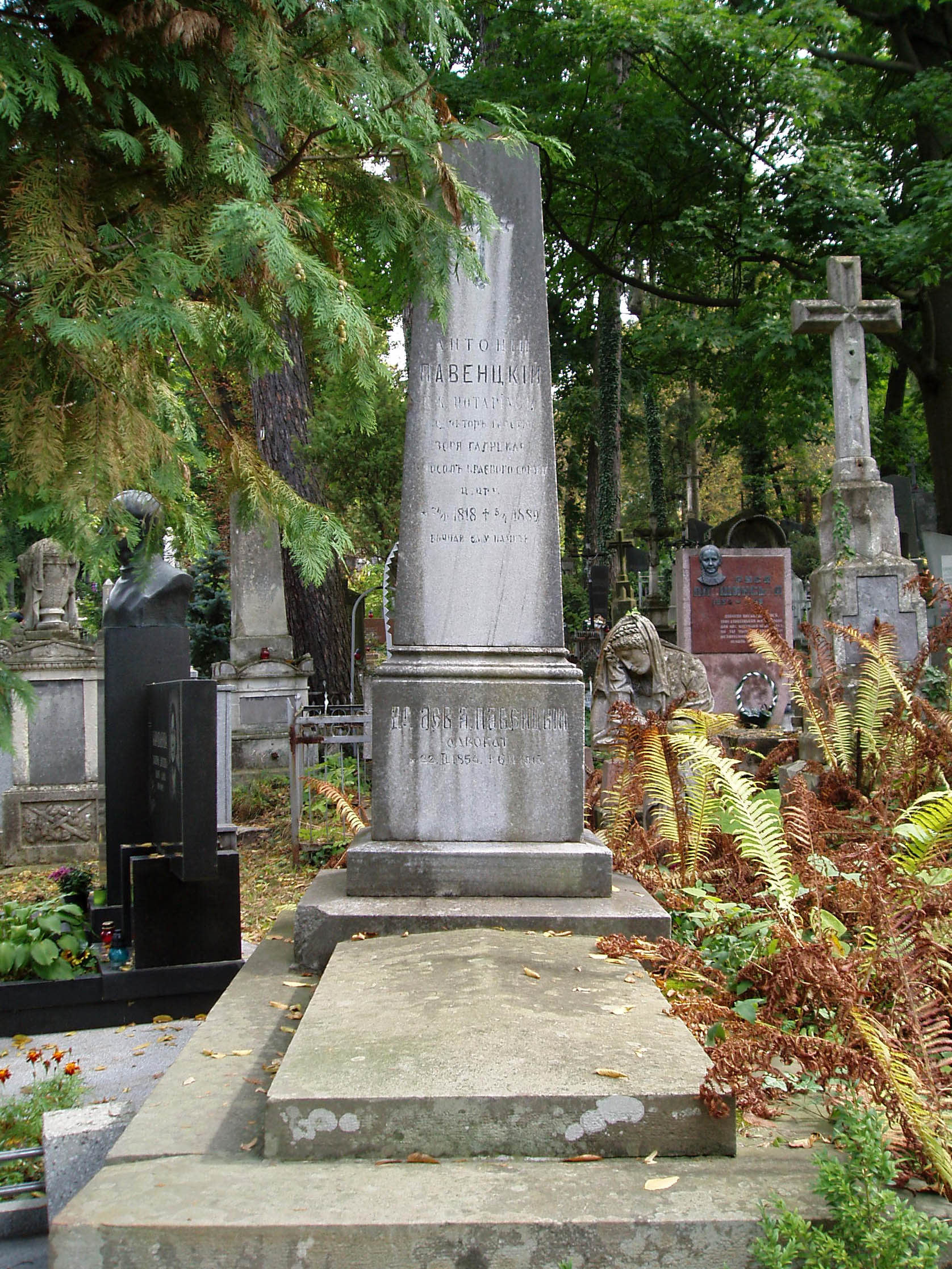
Могила А. Павенцького на Личаківському цвинтарі

Антоній (Антон, Антін) Павенцький (1818 — 5 квітня 1889) — український галицький правник, журналіст, редактор, громадський і політичний діяч. Член-засновник Головної Руської Ради, член організаційного комітету «Собору Руських Вчених» перший редактор першого українського часопису «Зоря Галицка» (упродовж 1848—1850 років;). Посол Галицького сейму 1-го скликання в 1861—1866 роках.
Доктор права. Працював нотаріусом. Після закінчення посольських повноважень остаточно усунувся від громадського життя, провадив земельний маєток, що був посагом дружини.
Похований на Личаківському цвинтарі.